# Холидеј (Тексас)
Холидеј (енгл. Holliday) град је у америчкој савезној држави Тексас. По попису становништва из 2010. у њему је живело 1.758 становника.

## Демографија
Према попису становништва из 2010. у граду је живело 1.758 становника, што је 126 (7,7%) становника више него 2000. године.
| Група             | 2000.         | 2010.         |
| Белци             | 1.537 (94,2%) | 1.643 (93,5%) |
| Афроамериканци    | 0 (0,0%)      | 10 (0,6%)     |
| Азијати           | 4 (0,2%)      | 6 (0,3%)      |
| Хиспаноамериканци | 57 (3,5%)     | 74 (4,2%)     |
| Укупно            | 1.632         | 1.758         |